# Voluntariat a Barcelona 92

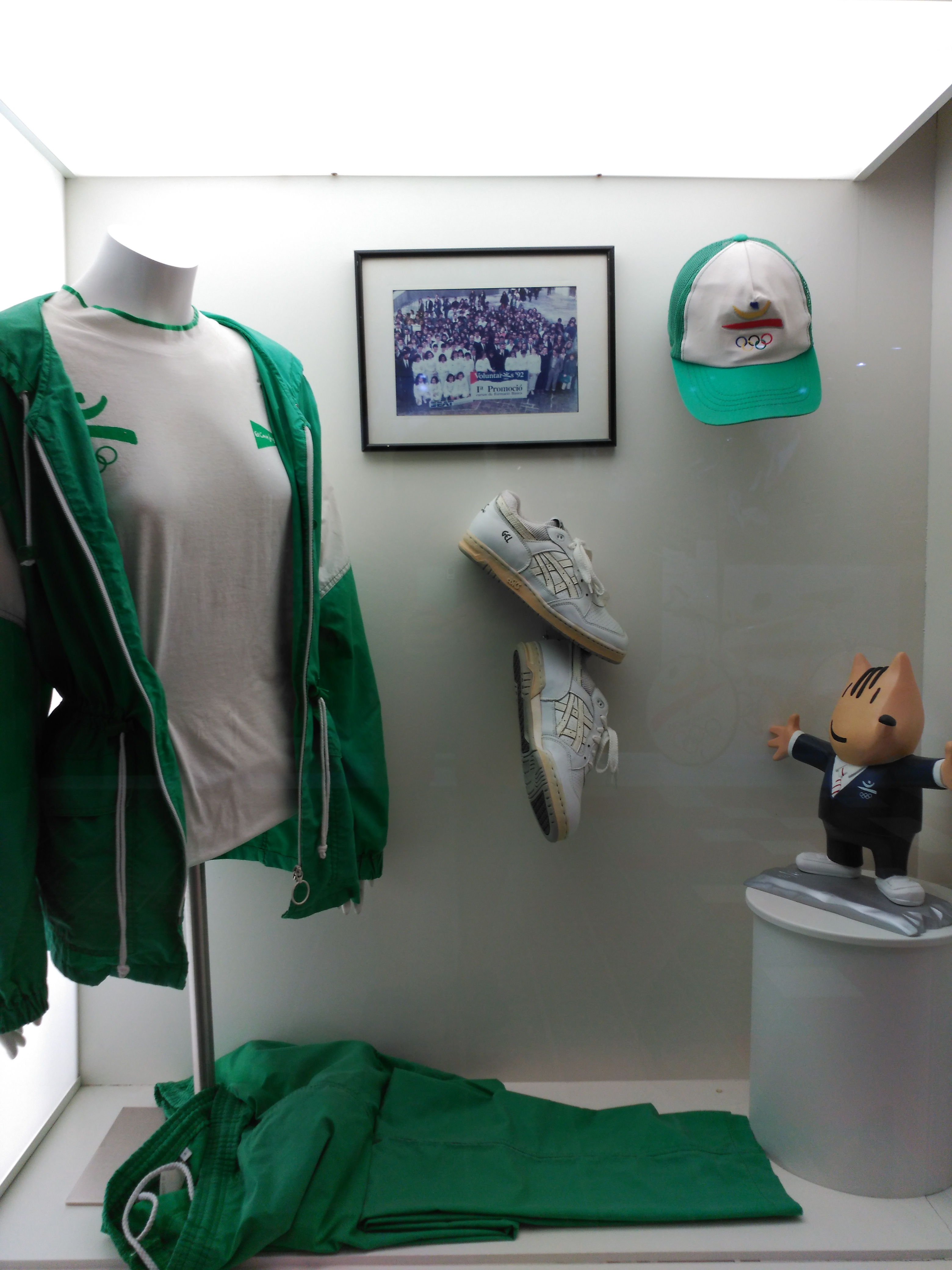
Elements de l'uniforme del programa de voluntariat dels Jocs de Barcelona 1992 exposats al Museu Olímpic i de l'Esport.

El voluntariat a Barcelona'92 va ser un moviment de suport a la celebració dels Jocs Olímpics i Paralímpics d'estiu de 1992. Els Jocs Olímpics de Barcelona'92 va comptar amb un total de 102.000 persones inscrites com a voluntàries per a l'organització de l'esdeveniment, especialment arran de la nominació de la ciutat com a seu dels Jocs d'estiu de 1992. Ja abans de la nominació la quantitat de persones inscrites ja era d'aproximadament 70.000, un 75% dels quals eren persones d'entre 13 i 22 anys. La seva tasca principal va ser el suport a les necessitats organitzatives dels Jocs Olímpics de Barcelona'92 en tasques com traducció, protecció civil, control d'accessos, informació, acompanyament, etcètera. A més, aquelles persones que no eren residents d'una seu olímpica van tenir tasques de col·laboració en el recorregut de la torxa olímpica.

## El projecte Voluntaris Barcelona'92[3]
Les grans línies del projecte que comprenia les tasques a desenvolupar pels voluntaris per als Jocs d'estiu de 1992 es va començar a definir un cop es disposava del capital humà necessari:
- Mantenir el compromís amb aquelles persones disposades a treballar per als Jocs.
- Transmetre'ls els valors olímpics.
- Contribuir a la vertebració de la societat civil.

La comissió assessora del programa es va crear el 30 de novembre de 1987 per a què guiés el desenvolupament del programa de voluntariat dels Jocs. Aquesta comissió estava integrada per representants del COOB'92, de l'Institut de la Joventut, del Comitè Olímpic Espanyol, de la Direcció General d'Esports i de la Direcció General de la Joventut de la Generalitat de Catalunya i de l'Ajuntament de Barcelona. La seva funció va ser la de donar forma a les grans línies del projecte i a fer-ne el seguiment. Paral·lelament, i per fer possible la materialització del projecte, es va poder comptar amb el patrocini de SEAT per poder realitzar el programa de formació per al futur cos de voluntaris. El suport econòmic va ser de 1.000 milions de pessetes segons l'acord signat el 27 de juny de 1988 entre el COOB'92 i la mateixa SEAT. Efectuat l'acord, SEAT també va passar a formar part de la Comissió Assessora del programa.

## Programa de formació
En un primer moment, el programa de voluntariat va comptar amb un programa de formació bàsica que es va dur a terme tant a Barcelona com a les diverses subseus catalanes i de l'Estat consistent en donar una sèrie de coneixements a persones amb edats compreses entre els 14 i els 22 anys. Per als majors d'aquesta edat es va oferir la possibilitat de formar-se per compte propi amb el suport d'un dossier enlloc d'assistir a classes formals, tot i poder assistir al programa d'activitats d'ampliació de coneixements com xerrades i projeccions. Un total de 35.642 persones van seguir aquest programa a tot Espanya. Paral·lelament es va dur a terme un programa de motivació dels voluntaris, dirigit a mantenir la il·lusió en aquelles persones que havien decidit formar-ne part; igualment se'ls va oferir avantatges. Es va crear un logotip propi, un carnet per a tots els membres que haguessin finalitzat el programa de formació bàsica, i un uniforme que comportés un fàcil reconeixement.
Les sessions de formació bàsica es van dur a terme abans de juny de 1990 i la formació específica es va dur a terme durant el mes de gener de 1991, en la qual cada persona rebia formació de la tasca concreta que havia de dur a terme. D'altra banda, entre els mesos de gener de 1991 i juny de 1992, la plantilla de voluntaris van desenvolupar tasques pràctiques de formació així com altres experiències formatives com xerrades, trobades esportives, culturals, etcètera.

## Homenatges

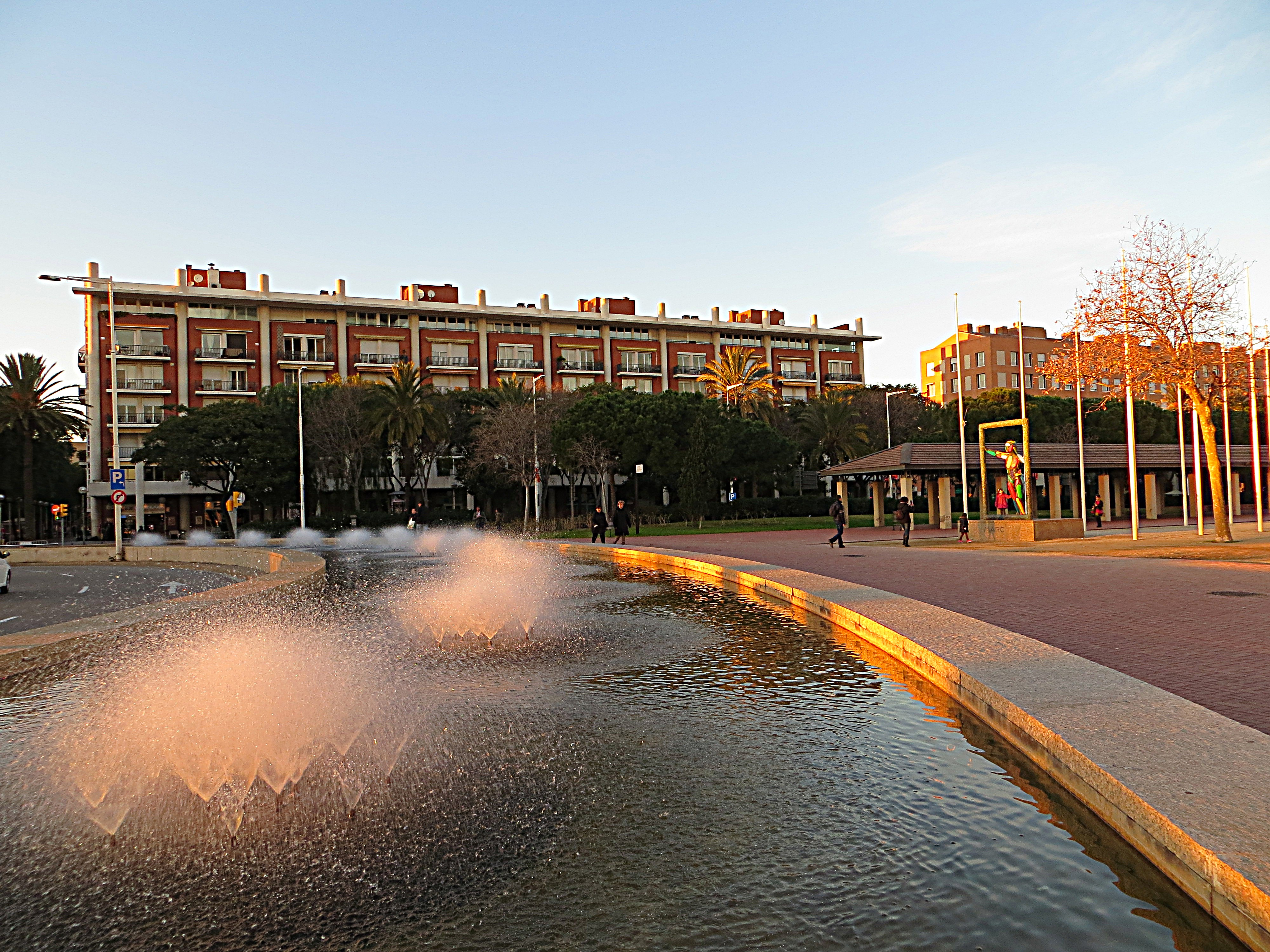
Imatge de la plaça dels Voluntaris en homenatge al voluntariat que va participar en els Jocs de Barcelona 1992.

Entre els homenatges simbòlics que s'han fet a la ciutat al conjunt de voluntaris olímpics hi ha la plaça dels Voluntaris, una plaça situada al davant de la Torre Mapfre i l'Hotel Arts. La inauguració d'aquesta plaça es va fer coincidir amb la celebració dels deu ays de mandat de Pasqual Maragall com a alcalde de la ciutat